# 八重山そば

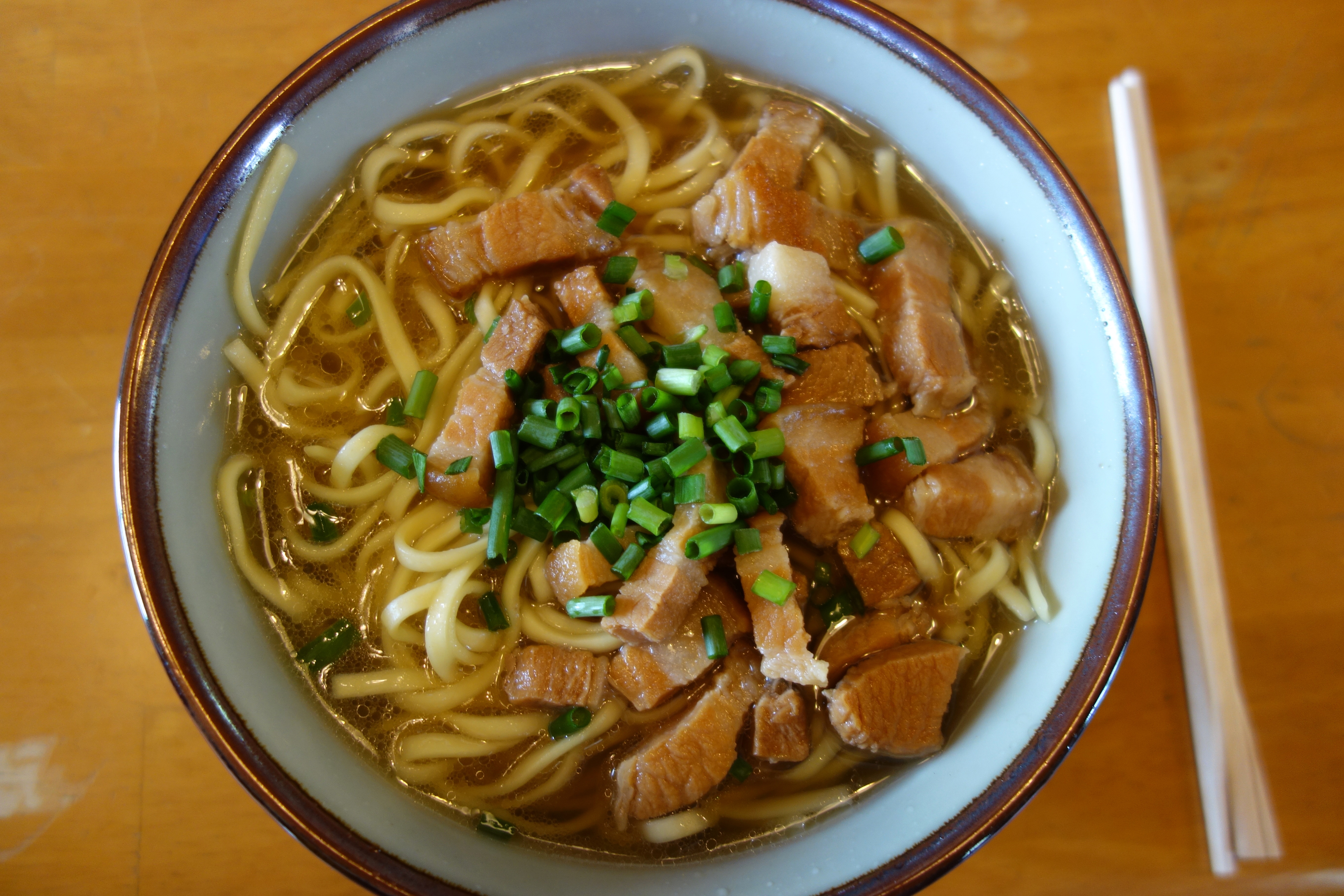
八重山そば

八重山そば（やえやまそば）は、沖縄県の八重山地方で食されている沖縄そばである。

## 概要

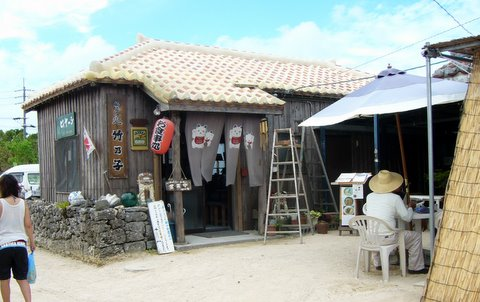
八重山そばの店(竹富町竹富島）

製法的には一般的な沖縄そばと共通であるが、細めで縮れのないストレート麺が用いられ、ウコンやクチナシ色素を用いて黄色く着色されたものもある。しかしながら他地域と同様に茹でた後に油処理を行うため、ラーメンなど一般の中華麺とは明らかに異なる食感である。麺は断面の丸い丸麺と四角い平麺（角麺）の二種類がある。もともとは平麺のみであったが、1972年に丸麺が登場して以降は沖縄本島や県外においても認知度が高まり、現在は丸麺＝八重山そばの特徴とされることが多い。
スープは豚骨のだしが主体で、ほんのり甘みのあるのが特徴とされる。
具材には、沖縄そばが豚肉の三枚肉を使うのに対し、醤油で煮た豚の赤身肉とカマボコを細切りにして載せるのが特徴である。ピパーツ（島胡椒）という香辛料を好みで入れて食べる。また、沖縄本島では紅ショウガを添えることが多いが、八重山地方ではあまり用いられない。
沖縄本島にも八重山そばを提供する店があるが、上記のような特徴はしっかりと維持されており、一般の沖縄そばとは明確に区別されている。

## 定義
沖縄生麺協同組合は、以下の10項目を「本場 八重山そば」の定義としている。
1. 沖縄県八重山諸島石垣島にて製造されたもの
2. 原料小麦粉 タンパク質11.0%±0.5%灰分0.42%以下
3. 加水量 小麦粉重量に対し34%以上-36%以下
4. かんすい ボーメ2度-4度[注 1]
5. 食塩（国産） ボーメ5度-10度
6. 熟成時間 30分以内
7. めん線 めんの厚さ1.5-1.7ミリ・丸歯番手16番を基本とする。
8. ゆで水のPH 8-9
9. ゆで時間 約2分以内で十分可食状態であること
10. 仕上げに油処理が施されていること

注1）手もみ工程なし
注2）混合の工程にて、一部天然着色料（くちなし色素）の使用も見られる。
注3）切り出し工程後、コーンスターチをまぶす。

## からそば
からそばとは「八重山そば」の麺と好みの具（ツナ缶、サバ缶等）、醤油等の調味料をまとめて袋に入れ、よくもんで混ぜるという食べ方である。
調理前の製造工程で既に茹でている「八重山そば」の麺は、加熱せずとも食用可能であり、その特徴を利用し、石垣島では弁当代わりとして「八重山そば」の麺を活用することもあった。その際の上記の様な食べ方を「からそば」と呼ぶ。
現在ではコンビニの進出、保存技術の発展により食べられることも少なくなったが、「八重山そば」の麺を製造している金城製麺所では「からそばのタレ」を販売している。